# Liste de journaux en Croatie
Cet article présente une liste non exhaustive de journaux croates :
- Večernji list - l'un des principaux quotidiens nationaux publié à Zagreb
- Jutarnji list (en) http://www.jutarnji.hr - l'un des principaux quotidiens nationaux publié à Zagreb
- Novi list http://www.novilist.hr - l'un des principaux quotidiens nationaux publié à Rijeka
- Slobodna Dalmacija (en) http://www.slobodnadalmacija.hr/ - l'un des principaux quotidiens nationaux publié à Split
- Vjesnik (en) http://www.vjesnik.hr - l'un des principaux quotidiens nationaux publié à Zagreb
- 24 sata http://www.24sata.hr - tabloïd zagrebois
- Glas Slavonije (en) http://www.glas-slavonije.hr - quotidien régional publié à Osijek
- Poslovni dnevnik (en) http://www.poslovni.hr - quotidien économique
- La Voce del Popolo - quotidien italophone publié à Rijeka
- Nacional http://www.nacional.hr - hebdomadaire croate